# Jurassic Express
Jurassic Express fue un stable face de lucha libre profesional, que trabajó para All Elite Wrestling y ocasionalmente para DDT Pro-Wrestling, conformado por Jungle Boy, Luchasaurus.

## Historia

### All Elite Wrestling (2019-2022)
Antes de firmar con AEW, Jungle Boy y Luchasaurus formaron equipo en el circuito independiente, como "A Boy and His Dinosaur". En julio de 2019, Marko Stunt se agregó al equipo, y los tres hicieron su primera aparición juntos en el evento Fight for the Fallen, bajo el nombre de "Jurassic Express". El 31 de agosto en All Out, el Jurassic Express fue derrotado por SoCal Uncensored (Christopher Daniels, Frankie Kazarian & Scorpio Sky). En octubre, Jungle Boy y Stunt compitieron en un torneo para determinar los primeros Campeones Mundiales en Parejas de AEW, pero fueron eliminados por los Lucha Brothers (Fénix & Pentagón Jr.) en la primera ronda. El 15 de enero de 2020 en Dark, el equipo obtuvo su primera victoria en AEW, luego de derrotar a Strong Hearts (CIMA, El Lindaman & T-Hawk). El 19 de febrero en Dynamite, Jungle Boy y Luchasaurus compitieron en una batalla real por equipos para determinar los contendientes número uno por el Campeonato Mundial en Parejas de AEW, pero el combate fue ganado por The Young Bucks (Matt Jackson & Nick Jackson). El 5 de septiembre en All Out, Jungle Boy y Luchasaurus fueron derrotados por The Young Bucks.
El 7 de marzo de 2021 en Revolution, Jungle Boy y Luchasaurus compitieron en el Casino Tag Team Royale, pero no pudieron ganar el combate. En agosto de 2021, Jungle Boy y Luchasaurus compitieron en un torneo eliminatorio por equipos para determinar el próximo contendiente para el campeonato por equipos, pero fueron derrotados por los Lucha Brothers en la final. El 5 de enero de 2022, Jungle Boy y Luchasaurus derrotaron a los Lucha Brothers en un episodio de Dynamite así obteniendo por primera vez el Campeonato Mundial en Parejas de AEW. El 15 de junio de 2022 durante un episodio de Dynamite, Jungle Boy y Luchasaurus perdieron sus campeonatos ante The Young Bucks, al finalizar el combate Christian Cage atacó a Jungle Boy haciendo su turn heel (rudo). La semana siguiente Christian Cage durante una entrevista en un segmento de Dynamite expuso cosas personales de Jungle Boy, en ese momento Luchasaurus apareció para confrontar a Christian Cage pero este término de su lado haciendo su turn heel, finalmente semanas después Jungle Boy reapareció para confrontar a Christian Cage y Luchasaurus pero este último regreso del lado de Jungle Boy, finalmente se pacto una lucha entre Jungle Boy y Christian Cage para All Out.
Finalmente el 4 de septiembre en All Out Jungle Boy se enfrentarían a Christian Cage pero durante su presentación Luchasaurus apareció para atacar a Jungle Boy aplicándole un chokeslam hacia al piso del escenario, Christian Cage terminó por aplicarle un Killswitch ganando el combate. Tras la traición de Luchasaurus el equipo se disolvió.

## Campeonatos y logros
- All Elite Wrestling
  - AEW World Tag Team Championship (1 vez) – Boy & Luchasaurus
  - Cassino Battle Royale (2021) – Jungle Boy

- DDT Pro-Wrestling
  - Ironman Heavymetalweight Championship (2 veces) – Boy (1) y Stunt (1)

- Wrestling Observer Newsletter
  - Rookie of the Year (2019) – Boy[11]
  - Lucha 5 estrellas (2021) con Christian Cage vs SuperKliq (Adam Cole & The Young Bucks) en Full Gear el 13 de noviembre